# Pavlodar

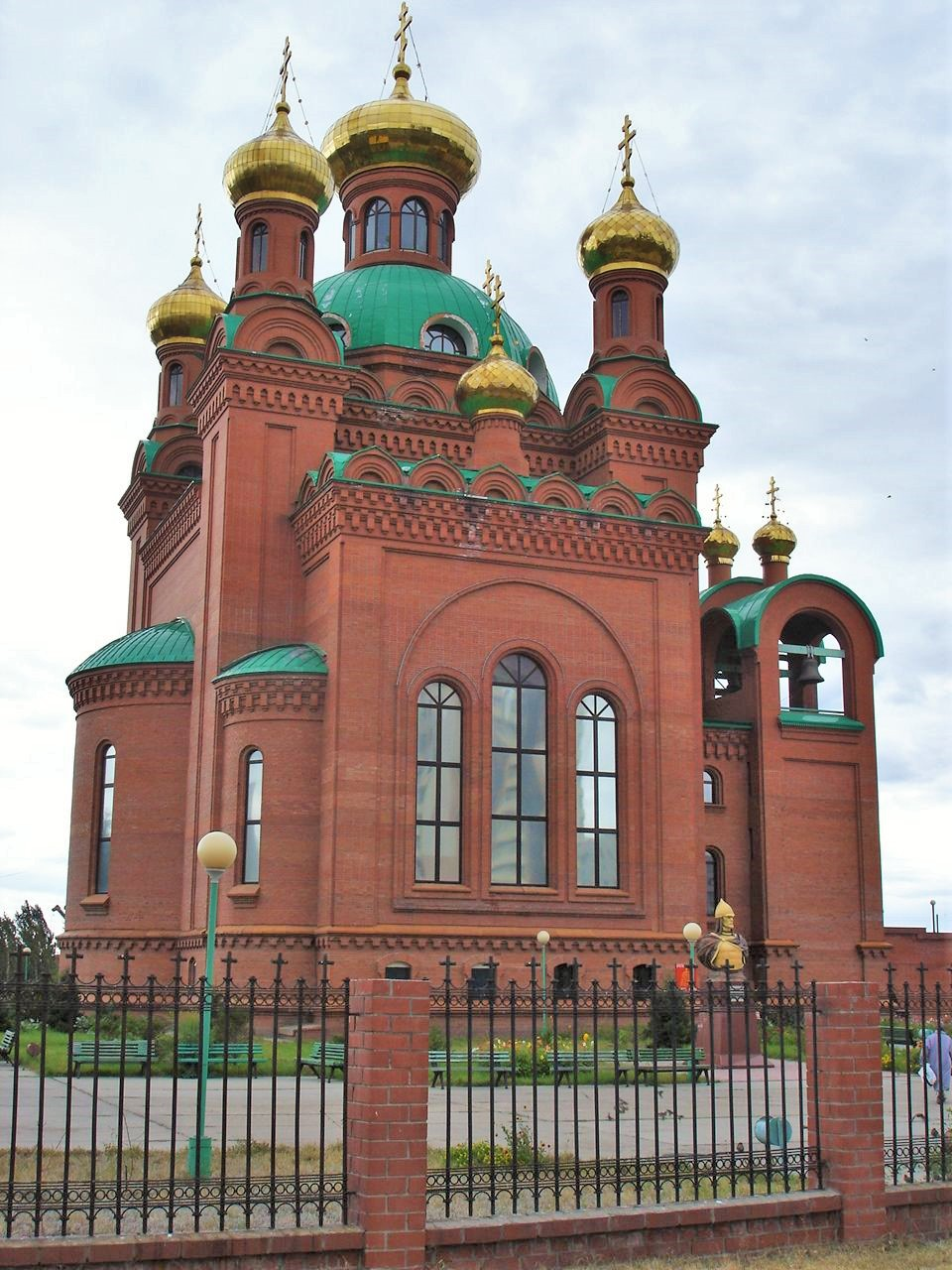
En rysk-ortodox kyrka i Pavlodar.

Pavlodar (Павлодар) är en stad i nordöstra Kazakstan med omkring 353 930  invånare (2014). Den är huvudort i provinsen Pavlodar. Staden är belägen nära floden Irtysj och grundades 1720. Den kallades först Koryakovsky, men 1861 ändrades dess namn till Pavlodar. Den har historiskt varit en viktig hamn och knutpunkt för handeln med områdets salttillgångar. Efter 1955 och särskilt sedan mitten av 1960-talet har staden också fått betydelse som ett viktigt industricenter.

## Sport
- FK Irtysj Pavlodar

## Kända personer från Pavlodar
- Maksim Kuznetsov (1977–), ishockeyspelare